# Балада про Берінга і його друзів
«Балада про Берінга і його друзів» (рос. «Баллада о Беринге и его друзьях») — російський радянський художній фільм режисера  Юрія Швирьова, знятий в 1970 році на  кіностудії ім. М. Горького.

## Сюжет
Фільм розповідає про героїчні експедиції Вітуса Берінга, організовані і проведені на східних краях Російської імперії (Перша і Друга Камчатські експедиції). Дія розгортається в епоху зміцнення позицій молодого російського флоту — з 1725 року, коли за указом Петра I ініціюється морський похід по вивченню східних кордонів Росії, і Берінг вирушає в небезпечну подорож, щоб з'ясувати, чи існує протока між Чукоткою і Аляскою. Основні події відбуваються вже за часів царювання Анни Іоанівни, а закінчується розповідь при правлінні Єлизавети.
Це історія відкриття Берингової протоки, історична реконструкція порядків і звичаїв, що існували в імператорській Росії в описуваний період — з моменту смерті Петра I і до 1745 року.

## У ролях
- Карліс Себріс —  Вітус Берінг
- Ігор Лєдогоров —   Дмитро Овцин
- Юрій Назаров —  Олексій Чіріков
- Валентин Нікулін —  Георг Стеллер, ботанік
- Геннадій Фролов —  Стародубцев
- Леонід Куравльов —  Тішин
- Вія Артмане —  Анна Берінг
- Роман Ткачук —  Петро I
- Дзідра Рітенберга —  Катерина I
- Нонна Мордюкова —  імператриця Анна Іванівна
- Геннадій Сергєєв —  Бірон
- Олег Басилашвілі —  князь  Іван Олексійович Долгоруков
- Валентина Єгоренкова —  княжна  Катерина Олексіївна Долгорукова
- Павло Винник —  майор Петров, городничий
- Марк Перцовський —  професор Людовик Деліль де ла Кроєр
- Володимир Еренберг —  генерал-аншеф Брюс Олександр Романович
- Роман Громадський —  Феофан Прокопович
- Георгій Мілляр —   князь-блазень Іван Олександрович Балакірєв
- Віктор Шкловський —  вступне слово
- Дмитро Журавльов —  читає текст за кадром
- Микола Крюков —  генерал-адмірал  Апраксін
- Лариса Віккел —  епізод
- Віктор Колпаков —  священик
- Євген Красавцев —  епізод
- Валентина Паніна —  імператриця  Єлизавета
- Ерменгельд Коновалов —   Абрам Петрович Ганнібал

## Знімальна група
- Автор сценарію:  Віктор Шкловський
- Режисер:  Юрій Швирьов
- Оператор:  Костянтин Арутюнов
- Художник:  Олександр Діхтяр
- Композитор:  Богдан Троцюк